# Julien Roca
Sébastien Joseph Julien Roca (Prada, Conflent, 7 de gener de 1745 - 16 de gener de 1821 va ser un polític nord-català. Propietari rendista, va ser escollit diputat del tercer estat als Estats Generals de 1789 per a la província del Rosselló. Pren el Jurament del joc de pilota i formà part del Comitè de la Subsistència idel Comitè de Finances. Va ser conseller del districte de Prada sota el Consolat francès.